# In the Dark (Dev)
In the Dark è un brano musicale della cantante statunitense Dev, estratto come secondo singolo dal suo album di debutto The Night the Sun Came Up. Il singolo è stato pubblicato negli Stati Uniti il 26 aprile 2011 su iTunes. Il brano è stato scritto dalla stessa cantante affiancata dai The Cataracs che ne sono anche i produttori.
In the Dark è una canzone dance il cui testo enfatizza il piacere sessuale dato dalla sensazione del tatto. È il singolo da solista di maggior successo della cantante fino ad oggi e gli è stato riconosciuto nel 2012 il disco di platino in Canada e Stati Uniti.
I rapper Flo Rida, Kanye West e 50 Cent hanno realizzato ognuno un remix del brano.

## Il brano
La canzone è caratterizzata da una sonorità dance-pop con influenze eurodance e di musica latina sulla quale si frappone un ritornello suonato con il sassofono. La canzone è stata ben accolta in America, ha ricevuto recensioni molto positive da parte dei critici musicali, Lewis Corner di Digital Spy, nella sua recensione in cui ha assegnato quattro stelle a In the Dark, ha posto enfasi sui toni sensuali e passionali del brano, con il ripetere ammaliante della cantante "I got a sex drive to push the start" come invito a consumare un rapporto sessuale. Caryn Ganz di Rolling Stone ha assegnato tre stelle su cinque definendo la canzone molto seducente. Il periodico musicale Spin ha inserito la canzone alla posizione numero quindici nelle "Tracce pop preferite del 2011". Shirley Halperin del The Hollywood Reporter ha classificato il singolo alla posizione numero quattro della "Top 10 Singoli del 2011" definendo la canzone molto irresistibile e soddisfacente. La canzone vanta una candidatura ai Billboard Music Award del 2012 come "Miglior brano dance/elettronico".
In the Dark, vocalmente, si distingue molto dal precedente singolo della cantante Bass Down Low.

### Classifiche
Negli Stati Uniti, In the Dark ha debuttato alla novantaduesima nella Billboard Hot 100 il 20 agosto 2011, quasi tre mesi dopo la pubblicazione, avvenuta in aprile dello stesso anno. La canzone è rimasta in classifica per quasi otto settimane raggiungendo il suo picco di posizione alla undicesima il 22 ottobre 2011. Il singolo si è rivelato un successo commerciale superando così il successo del singolo precedente di debutto "Bass Down Low" che ha solo raggiunto la posizione sessantuno della Billboard Hot 100. Il singolo si è anche aggiudicato l'ottantatreesima posizione nella classifica di fine anno 2011 negli Stati Uniti e l'ottantaseiesima in Canada.
Nel 2012 la canzone ha venduto oltre un milione di download in Canada e negli Stati Uniti aggiudicandosi il disco di platino.

## Video musicale
Il video musicale è stato diretto a fine maggio da Ethan Leader, lo stesso che ha diretto i video precedenti della cantante. Il video è stato girato a Los Angeles una settimana prima che la cantante partisse per l'OMG Tour di Usher. Dev al momento delle riprese era incinta della figlia "Emilia". Le prime scene del video sono state rese pubbliche nel canale ufficiale youTube della cantante i primi di giugno. Nel video si vede Dev ballare intensamente con altre persone e in altre scene mani verniciate di nero toccano la cantante mentre è in piedi nuda. La cantante durante le riprese del video indossava delle mutande ma il seno era realmente scoperto. Alcune delle mani sono state aggiunte in digitale, ma la maggior parte di loro sono reali, comprese quelle che toccano la cantante. Il video include anche intervalli di scene che ritraggono un albino, un Python regius (pitone palla) e una tarantola. L'ispirazione dietro il video era quello di riflettere gli aspetti sexy e scuri della canzone e l'idea iniziale era di creare un video ispirato alle atmosfere del film Alice in Wonderland di Tim Burton.
Il video conta più di 70 milioni di visualizzazioni dalla pubblicazione, diventando il video di maggior successo di Dev.

## Tracce
Download digitale
1. In the Dark - 3:48

EP digitale - The Remixes
1. In the Dark (Proper Villains Remix) - 4:27
2. In the Dark (Hype Jones 2012 Remix) - 4:33
3. In the Dark (Dj Havoc & SpekrFreks Remix) - 3:28
4. In the Dark (Static Revenger Remix) - 6:26
5. In the Dark (Johan Wedel Remix) - 6:30
6. In the Dark (Benzi & DStar Remix) - 4:42
7. In the Dark (DJ Vice Remix) - 6:30
8. In the Dark (DJ Kue Remix) - 6:52
9. In the Dark (DJ Enferno Remix) - 6:08
10. In the Dark (Ranidu Remix) - 5:38
11. In the Dark (Alfa Paare Remix) - 5:17

EP digitale (Regno Unito)
1. In the Dark - 3:40
2. In the Dark (UK Super Clean Radio Edit) - 3:30
3. In the Dark (Proper Villains Remix) - 4:27
4. In the Dark (Havana Brown Remix) - 5:33

## Classifiche
| Classifica (2011-12) | Posizione massima |
| -------------------- | ----------------- |
| Australia            | 41                |
| Belgio               | 56                |
| Brasile              | 7                 |
| Canada               | 13                |
| Danimarca            | 22                |
| Irlanda              | 33                |
| Regno Unito          | 37                |
| Repubblica Ceca      | 44                |
| Slovacchia           | 1                 |
| Stati Uniti          | 11                |

### Classifiche di fine anno
| Classifica (2011) | Posizione |
| ----------------- | --------- |
| Canada            | 86        |
| Stati Uniti       | 83        |

## Pubblicazione
| Paese       | Data           | Formato           |
| ----------- | -------------- | ----------------- |
| Australia   | 25 aprile 2011 | Download digitale |
| Danimarca   | 25 aprile 2011 | Download digitale |
| Stati Uniti | 26 aprile 2011 | Download digitale |
| Germania    | 22 luglio 2011 | Download digitale |
| Irlanda     | 12 agosto 2011 | Download digitale |
| Regno Unito | 12 agosto 2011 | Download digitale |